# Conrad III de Carinthie
Conrad III (également nommé Kuno ou Conrad de Zülpich), mort en 1061, fut duc de Carinthie et margrave de Vérone de 1056 jusqu'á sa mort.

## Biographie
Conrad est issu d'une ligne collatérale des Ezzonides, comtes palatins en Lotharingie. Son père est le comte Hezzelin de Zülpich († 1033), frère du comte palatin Ezzo de Lotharingie, et sa mère une sœur putative de l'empereur  Conrad II le Salique ; il est également le frère du comte palatin Henri Ier de Lotharingie, dit le Furieux.
Bien qu'il soit impliqué en 1055 dans la révolte des ducs Conrad Ier de Bavière et Welf III contre l'empereur Henri III, il rentre en grâce auprès de la régente Agnès de Poitiers l'année suivante et, en tant que parent de la dynastie franconienne, reçoit le duché de Carinthie en fief dès Noël 1056. Il ne réussit toutefois pas à prendre le contrôle de la Carinthie, car la famille du comte Markwart d'Eppenstein († 1076), le fils de l'ancien duc Adalbéron († 1039), est trop puissante. Conrad prévoyait d'entamer une campagne militaire mais il n'est même pas certain que le duc n'ait jamais pu pénétrer en Carinthie ni combattre ses adversaires car il meurt dès 1061

## Sources
- (de) Cet article est partiellement ou en totalité issu de l’article de Wikipédia en allemand intitulé « Konrad III. (Kärnten) » (voir la liste des auteurs), édition du 17 avril 2014.